# Fernando Lapuente
Fernando Marcelino Lapuente (* 31. Januar 1928; † 2. September 1993) war ein argentinischer Sprinter.
Bei den Olympischen Spielen 1948 in London schied er über 100 m und in der 4-mal-100-Meter-Staffel im Vorlauf aus. Im Jahr darauf gewann er bei den Leichtathletik-Südamerikameisterschaften 1947 in Lima Silber über 200 m.
1951 wurde er bei den Panamerikanischen Spielen in Buenos Aires Sechster über 200 m und gewann Bronze mit der argentinischen 4-mal-100-Meter-Staffel. Bei den Südamerikameisterschaften 1952 in Buenos Aires holte er erneut Silber über 200 m.